# 抗原性
抗原性（こうげんせい、英: antigenicity）とは、ある化学構造（抗原またはハプテンのいずれか）が、T細胞受容体や抗体（別名：B細胞受容体）のように適応免疫を持つ特定の産物群と特異的に結合する能力である。かつては、抗原性は、現在の免疫原性（めんえきげんせい、英: immunogenicity）を指す言葉としてよく使われていて、今でもこの2つは同じ意味で使われることがしばしばある。しかし、厳密に言えば、免疫原性とは、適応免疫応答を誘導する抗原の能力を意味する。したがって、抗原はT細胞受容体またはB細胞受容体に特異的に結合しても、適応免疫応答を誘発しないことがある。抗原が応答を誘発する場合、それは「免疫原性抗原」であり、免疫原（めんえきげん、英: immunogen）と呼ばれている。